# Battlestations: Midway
『バトルステーション：ミッドウェイ』(Battlestations: Midway)は太平洋戦争を題材としたアクション、リアルタイムストラテジーゲームである。
プレイヤーはアメリカ海軍の士官ヘンリー・ウォーカーとなり、軍艦、航空機を指揮して太平洋戦争を戦い抜いてゆく。
ユーザーからの愛称はバトエンに習って「バトステ」あるいはそのまま「バトルステーション」または副題の「ミッドウェイ（MIDWAY）」、「BSM」など。
なお、本作品の名称は『バトルステーション』となっているが、『バトルステーションズ』とも表記する。前者はソフト本製品、公式サイト。後者はXbox公式サイト、Amazon.co.jpのような通販サイトなど。PC版でも『バトルステーションズ』となっている。

## 概要
バトルステーション：ミッドウェイ（以下、本作）の特徴は、アクションとシミュレーションが融合している部分である（実質上シューティング要素がある）。また、戦艦、巡洋艦、駆逐艦、潜水艦。戦闘機、爆撃機、攻撃機、飛行場など、戦場に登場するすべての兵器をプレイヤー自らが操作することができる点である。
ゲームに登場するすべてのユニットはバトルステーション（戦闘配備）に就いており、プレイヤーはそれらの中から好きなユニットを選んでゲームを進行する。ユニットの切り替えは随時可能。たとえば航空母艦を指揮し、艦載機を発進させそちらに操作を切り替え航空戦を行うなど。
また、艦艇の場合プレイヤーは艦の舵を取ることが出来るが、操艦をコンピューターに任せ自分は砲撃、あるいは雷撃、対空射撃、爆雷投下のみを担当することも出来る。無論その逆も可能。これは爆撃機にもいえることで、操縦と銃座による迎撃の好きなほうを選ぶことが出来る。先にも述べたとおり、総員戦闘配備（バトルステーション）にあるため、プレイヤーの操作から離れたポジションは即座にコンピューターが引き継ぐ。
一切ユニットの操作はせず、戦略マップ上で指揮をすることもできる。キャンペーン・モードにおいて、指揮するユニットが増加する後半になるほどユニットの直接操作よりもマップからの指揮が増えていく傾向にある。
一方、日本軍の艦艇における描写に間違いがあるとの指摘もあり、特に漢字のミスが目立っている。詳細は『登場する艦艇』の項目を参照（軍艦の横に巨大な文字で艦名表記するのは戦前、しかも駆逐艦や水雷艇などのような小艦艇だけである）。
（※扶桑→台尋、比叡→代華と間違えて船体にペイントされているなど）
漢字の間違いについては、日本語ローカライズにおいても一切修正されなかった。
音声に関しては、日本側のキャストは日本人が担当しているらしい。
ストーリー中での日本側の台詞は非常に少なく、『素晴らしい！』『奴らを撃滅できる！』を連呼する等、完全に悪役のノリである（映画で例えるならばトラ・トラ・トラ!ではなく、パール・ハーバーのような雰囲気である）。
しかし戦闘中に関しては、外国作品に出てくる日本兵独特の言い回しの硬さも残るものの、活き活きとした台詞を聞くことができる。
本作のストーリーモードは一応、歴史をたどっていくものであるが、戦闘の参加艦艇などはあくまでゲームとして楽しめるようかなりアレンジされており、史実の正確な再現よりもゲームとしての楽しさを優先した構成になっている（開戦からミッドウェーまでの期間であるが故に、史実どおりの内容にしてしまうとアメリカ軍の苦戦が続いてしまうためストーリーが進めづらい上に、真珠湾攻撃や珊瑚海海戦、ミッドウェー海戦を除けば、後のレイテ沖海戦やマリアナ沖海戦に比べると小規模の戦闘が多く、アメリカ側から見ると盛り上がりにくいからだと思われる）。
一例として、ストーリー中、日本の戦艦を沈めるミッションがあるが、史実では日本海軍の戦艦喪失第一号になる比叡が沈むのはミッドウェイのおよそ半年後である。
ただし、主要な戦闘においては史実通りに進行しており、日本軍の快進撃に連合軍が苦戦する中、主人公ヘンリーの部隊が勝利を拾ってゆくといった扱いである。
オリジナル版（英語版）においては、英語音声の部分には字幕はつかず、日本語音声の部分には英語字幕が表示される。一方、日本語バージョンは英語の部分に日本語字幕が表示され、日本語音声の部分には字幕が表示されない。

## キャラクター
ヘンリー・ウォーカー（Henry Walker）
主人公。アメリカ海軍に所属する仕官。海軍兵学校を卒業し、真珠湾での最初の勤務中、帝国海軍による奇襲攻撃。いわゆる真珠湾攻撃に遭遇し、太平洋戦争にその身を投じてゆくこととなる。
ゲームの使用上、史実を屈折させ気味ながら昇進してゆく。当初は魚雷艇のキャプテンであるが、後にフレッチャー級駆逐艦、USS ヒューストン。そしてUSS ヨークタウンを指揮する事になる。魚雷艇の新米艇長がわずか半年足らずで機動艦隊を率いるという恐るべき昇進のスピードである。
性格はかなり熱血漢のようで、戦略的撤退を指示する上官にあからさまに反発するような一幕も見せる。
「もしも手合わせをする」機会がやってきたときのため、山本五十六の写真を所有している。一方、武士道と書かれた書物や写真のような日本兵の遺品を大事にしたり、共感を抱いたりするなどといった描写があり、職務を全うする闘争心は高いが反日感情はそれほど無いようである。
ドナルド・ロックリア（Donald Locklear）
ヘンリーの親友。海兵航空隊の少佐で（最初のムービーにおいて、ドナルドの制帽の色がヘンリーと異なるのは海兵隊所属のため）、エース・パイロット。搭乗機体はワイルドキャットだが、P-40の操縦スキルもある。
ヘンリーとの間には「どちらがより昇進するか」で10ドルを賭けて勝負しており、ゲーム開始の時点では大尉であるヘンリーに対して少佐であるロックリアが勝っている（このため、冒頭の会話で「お前には10ドルの貸しがある」という台詞がある）。また、山本五十六のことを知らないらしい。
中華民国の国旗を背中にあしらったジャンパーを着ており、過去にフライング・タイガースに在籍していた。その経歴もあってか、対日感情は良くなく、ヘンリーが日本軍の遺品を大事に保管してるのを見て驚く場面もあった。
トーマス・C・ハート大将（Admiral Thomas C Hart)
ヘンリーが比島方面に転出した後の最初の上官。実在の人物で、開戦時の米アジア艦隊司令長官にして最初のABDA艦隊司令長官である。シナリオ内のムービーイベントで起こるエピソードの多くは史実に基づくもの。
フランク・J・フレッチャー提督（Frank J Fletcher）
空母ヨークタウン司令。実在の人物。
ケネディ大尉（Captain Kennedy）
フィリピン防衛戦にてヘンリーとともに共闘する。魚雷艇PT-109のキャプテンであることから、おそらく後の合衆国大統領となるジョン・F・ケネディ本人だと思われる。
南雲忠一
日本軍機動部隊司令官。実在の人物。
クライマックスにおいて、主人公ヘンリーに負けない程強力な存在感をプレイヤーに与える。しかし、他の日本軍兵士同様「奴らにもう逃げ場はない」等、悪役のイメージを漂わせている。
山本五十六
連合艦隊司令官。実在の人物。
ゲーム中での登場はほぼシルエットのみで、いかにもラスボスのような雰囲気を漂わせている。このゲームと史実に共通することは、彼が「大物」だということである。

## チュートリアル・モード
本作は独特なシステムのゲームであるため、チュートリアルモード（米海軍兵学校）が収録されている。全部で9項目のチュートリアルがあり、ここでプレイヤー（もといヘンリー）は艦艇、航空機の指揮、操縦法を学ぶのである。
すべてこなせば1時間はかかるとも噂される、やり応えたっぷりのモードである。
本作のシステム上、プレイヤーの操縦による空母からの発艦ができるのは、このチュートリアルのみとなっている。
なお、この海軍兵学校における日付は1941年11月17日～1941年12月4日となっており、チュートリアルとはいえ、ストーリーの一環という位置付けである。

## キャンペーン・モード

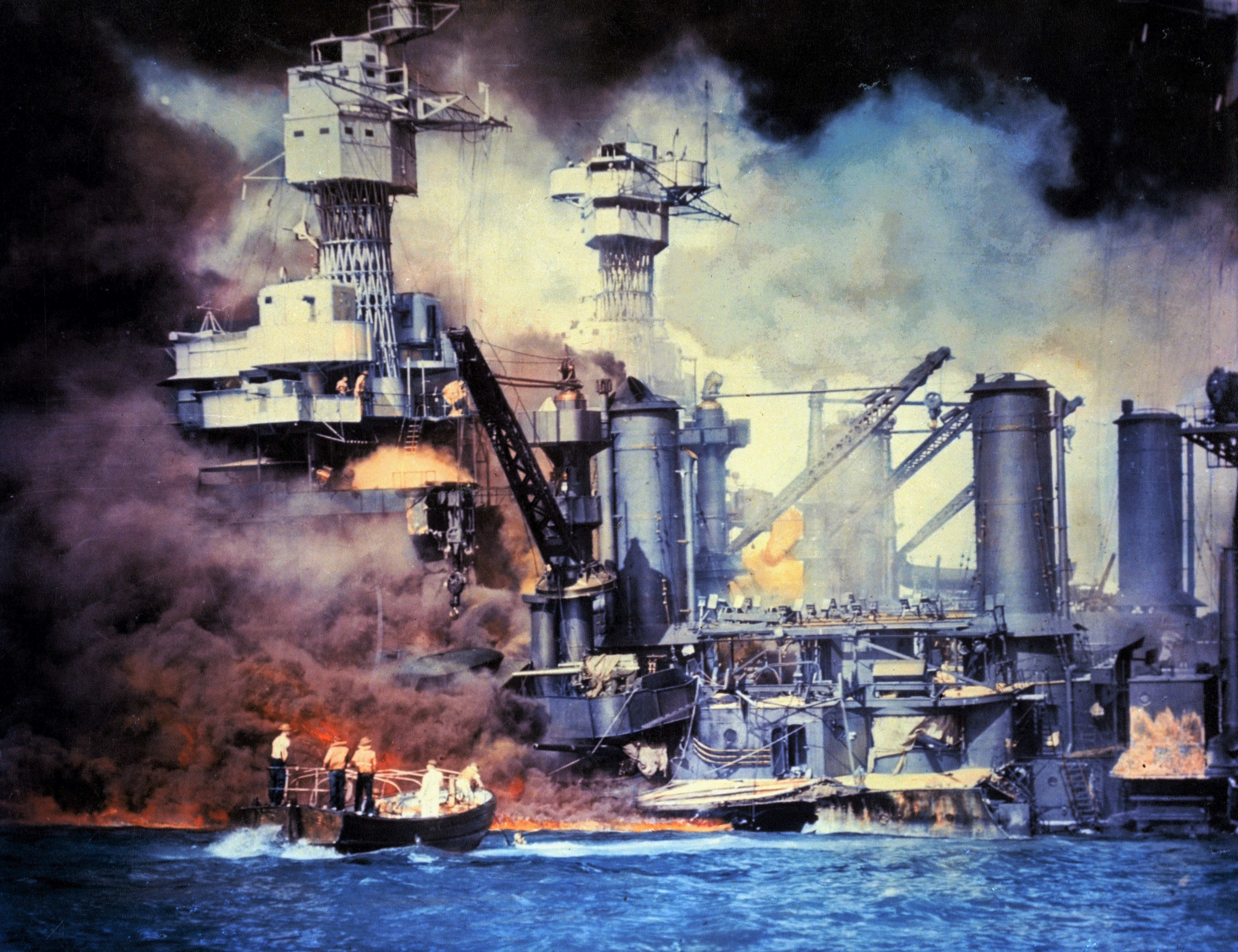
真珠湾攻撃

歴史の転換点、ミッドウェイ。ヘンリーはふたつの飛行場と造船所を駆使し、ミッドウェイ基地を日本軍から守らねばならない。

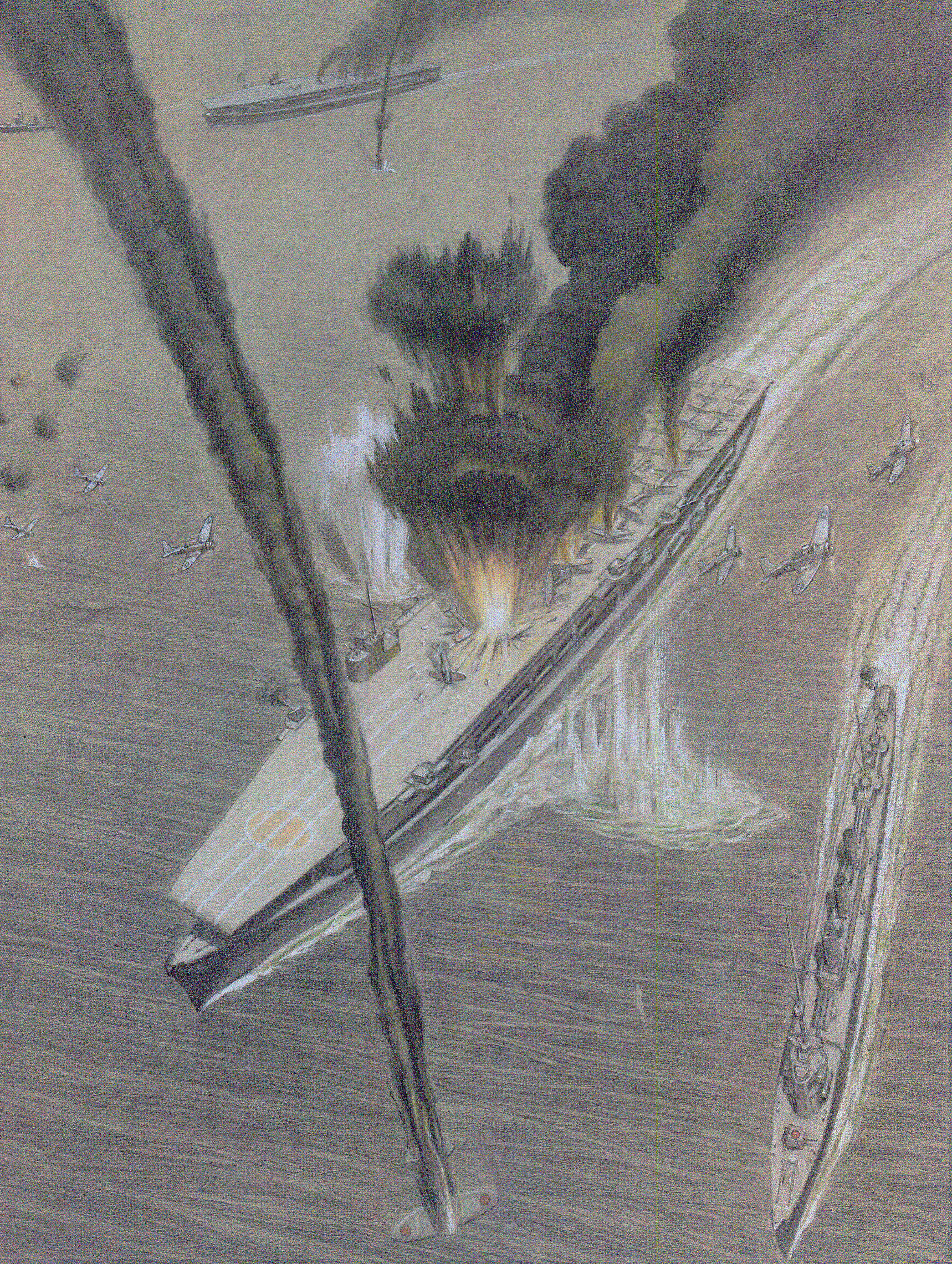
ミッドウェイ海戦

本作のメインとなる、いわゆるストーリー・モードである。
プレイヤーは主人公ヘンリー・ウォーカーとなり、第2次世界大戦の未曾有の激戦区、太平洋戦線に身を投じてゆく…・・
ヘンリーは魚雷艇の艇長から始まり、駆逐艦、巡洋艦と乗り継いで、最終的には機動部隊を任されることとなる。
ストーリーモードもある種のチュートリアルを兼ね、本作に登場する数多くのユニットをバランス良く操作し、1つのユニットの操作から艦隊の運用まで経験することができるが、ストーリーの都合上、このモードではあまり触れることがないユニットもあるため（戦艦・潜水艦など）、そちらはチャレンジモードやマルチプレイヤーで補完されている。
なお、ミッションが成功した場合、作戦成功を報じる新聞の1面記事が表示され、失敗した場合は敗北を報告する司令長官宛ての電報が表示される（全モードの米軍・日本軍共通）。
米軍が勝利した場合は『The Pacific Post』、日本軍が勝利した場合は『太平洋ヒール』という新聞名である。太平洋ヒールには「戦時国債」「支那事変」など、戦中当時の雰囲気を思わせる広告欄がある。
真珠湾での駐屯（Stationed at Pearl）
ヘンリー・ウォーカーは勤務のため、PTボートでUSS フェニックスへと向かっていた。だが、そこに空を埋め尽くすほどの日本軍航空隊が襲来し、真珠湾に駐屯するアメリカ軍艦艇へ攻撃を開始。いわゆる真珠湾攻撃である。
ヘンリーはPTボートを指揮し、敵を迎撃するのであった。
フィリピン防衛（Defense of the Philippines）
PT-109のケネディ大尉と協力し、フィリピンを防衛する。
パラワン海峡通過（Running the Palawan Passage）
クレムソン級駆逐艦を指揮し、パラワン海峡を突破する。
ルソン島での報復（Vengeance at Luzon）
バリクパパン急襲（Raid on Balikpapan）
駆逐艦ジョン・D・フォードを指揮し、日本軍の基地を襲撃する。
ロンボク海峡防衛（Holding the Lombok Strait）
ジャワ海での集結（Rendevous in the Java Sea）
ヒューストンを指揮し、イギリス海軍と合流する。
ツラギ島への攻撃（Strike on Tulagi）
サンゴ海海戦（Battle of the Coral Sea）
空母ヨークタウンを指揮し、歴史上最初となる航空母艦同士の戦いを勝ち抜く。いわゆる珊瑚海海戦。
歴史の転換点、ミッドウェイ（Turning Point at Midway）
アメリカ軍は日本軍が次にミッドウェイを攻撃するとの情報をつかんでいた。そこで、ヘンリーはミッドウェイ基地に派遣され、日本軍の攻撃に備えることとなる。だが、ミッドウェイ基地に配備されている航空隊はどれも旧式のものばかりであり、とても日本海軍航空隊に対抗できるとは言い難いものであった。
ミッドウェイ海戦終局（Endgame at Midway）
ミッドウェイ海戦に勝利するため、機動部隊を指揮するヘンリーは全クルーに対し戦闘配置(バトルステーション)に就くよう指令を下す。

## チャレンジ・モード
キャンペーンモードとは違い、単発のシングルミッションである。
また、このチャレンジモードのほとんどが日本軍視点になっているのも特徴である。

### 海戦
巨大戦艦への攻撃（"Strike on the Monster" - February 28, 1941）
日本海軍の戦艦扶桑を指揮し、応援にきた戦艦山城と共にアメリカ艦隊の包囲網を突破する。
史実を基にしたシナリオであるが、後半にはプリンス・オブ・ウェールズやレパルスが現れるなどゲームとしての手ごたえを優先した内容となっている。
ジャワ海の戦い（"Battle of the Java Sea" - March 1, 1942）
プレイヤーは日本海軍の重巡洋艦”那智”を指揮し、連合軍艦隊の旗艦ヒューストンを撃沈する。
いわゆるスラバヤ沖海戦であるが、ゲームとしての手ごたえを優先とした内容となっている。このミッションはゲーム中最高難度と言っても過言ではなく、日本海軍3隻のみでアメリカ艦隊13隻すべてを相手にするという恐るべき内容。幸いにも那智は敵艦より射程が長いため、アウトレンジ戦法により攻略の糸口が見出せる。
巡洋艦への攻撃（"Hunt for the Cruiser" - June 11, 1942）
アメリカ海軍、駆逐艦部隊を指揮して日本軍の巡洋艦那智に報復する。
原題の”Hunt for the cruiser”はThe Hunt for Red Octorberのもじりだと思われる。
偉大なる大和（"Might of Yamato" - July 19, 1942）
戦艦大和を指揮し、アメリカ軍機動部隊を撃滅する。
このミッションは難度も低くどちらかというと、大和で暴れるためだけのボーナス・ステージ的な印象が強い。
トラック諸島への攻撃（"Raid on Truk" - February 16, 1944）
ダウンロード・コンテンツのひとつ。トラック島空襲である。

### 空中戦
すべてが日本海軍の視点。
増援部隊の不足（"Shortage of Reinforcements" - December 9, 1941）
一式戦闘機"隼"の飛行隊を率い、アメリカ軍輸送船団を攻撃する。
ツラギ島防衛（"Saving Tulagi" - May 4, 1942）
零戦の飛行隊を指揮し、ツラギ島にある飛行場と造船所を防衛して味方駆逐艦を救う。
Force Z への攻撃（"Attack on Force Z" - December 10, 1941）
日本軍の航空隊を指揮し、マレー半島にいるイギリス艦隊の戦艦プリンス・オブ・ウェールズと巡洋戦艦レパルスを攻撃する。
いわゆるマレー沖海戦だが、敵側に空母がいるなど史実とは若干異なる（なお敵空母ハーミズはセイロン沖海戦で沈んだ英空母）。

### 水中戦
運命を握った貨物船（"Crucial Cargo" - January 12, 1942）
潜水艦ノーチラスを操艦し、指定された日本海軍の輸送船を撃沈する。
潜望鏡の脅威（"Periscopes Threatening" - February 17, 1942）
日本海軍の潜水艦"伊-25"を操艦し、アメリカ艦隊を攻撃する。
とどめの一撃（"Coup de Grace" - May 27, 1942）
潜水艦"伊-25"と潜水艦"伊-26"を指揮し、空母エンタープライズを撃沈する。

## マルチプレイヤー・モード
日本のサーバーは孤立しているため、海外のユーザーとの対戦ができない。
Air Superiority at Luzon
完全なる空中戦。日本軍の飛行場とそれを爆撃しようとする米軍というシチュエーションで、日本軍の目的はB-17の迎撃。対する米軍はB-17を護衛し飛行場破壊を完遂させることである。
Steel Monsters
艦隊決戦。両者とも勝利条件は敵艦隊の撃滅。
日本軍は戦艦榛名、金剛、扶桑、山城と巡洋艦球磨、高雄、利根、最上。　米軍は戦艦ニューヨーク、ペンシルベニア、キングジョージ級戦艦2隻と巡洋艦ヨーク、クリーブランド、アトランタ、ノーザンプトンが参戦する。
Battle of the Vella Gulf
海戦。両者とも互いの造船所の破壊を目指す。　魚雷艇がたくさん出てくるのが印象的。
Battle of the Phillipines
フィリピンの戦い。アメリカが側は空母蒼竜と飛行場の破壊。日本側は空母エンタープライズとホーネットを撃沈する。
アメリカ側が空母2隻、日本側が空母1隻と不平等に見えるが、日本側には飛行場があるため戦力差は殆どない。
Islands of Solomon
アメリカ側は自陣営の航空母艦を守りつつ、戦艦大和を撃沈する。
日本側の勝利条件は戦艦大和を守りつつ、敵空母をすべて撃沈することである。
Battle of Samar
Battle of the Suriago Strait
Battle of the Coral Sea
Operation MI
このゲームの代名詞ミッドウェイ海戦である。
説明の必要性はないかも知れないが、日本海軍の参加艦艇は空母赤城、加賀、蒼龍、飛龍。米海軍は空母エンタープライズ、ホーネット、ヨークタウンと二つの飛行場、造船所。　勿論目的は敵機動部隊の撃滅。
Battle of the Sibuyan Sea（アイオワ・パックで追加）

## 登場する艦艇

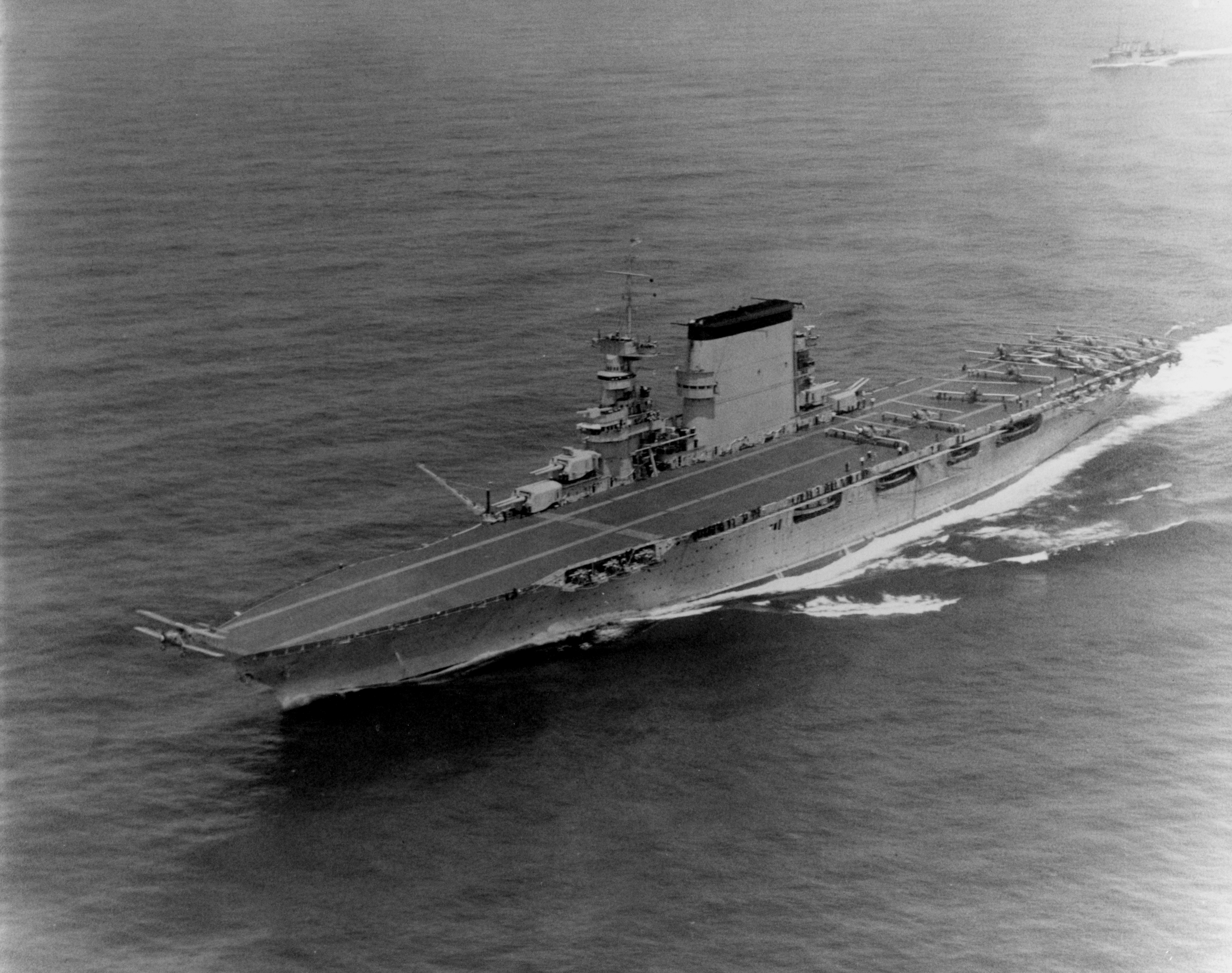
空母レキシントン

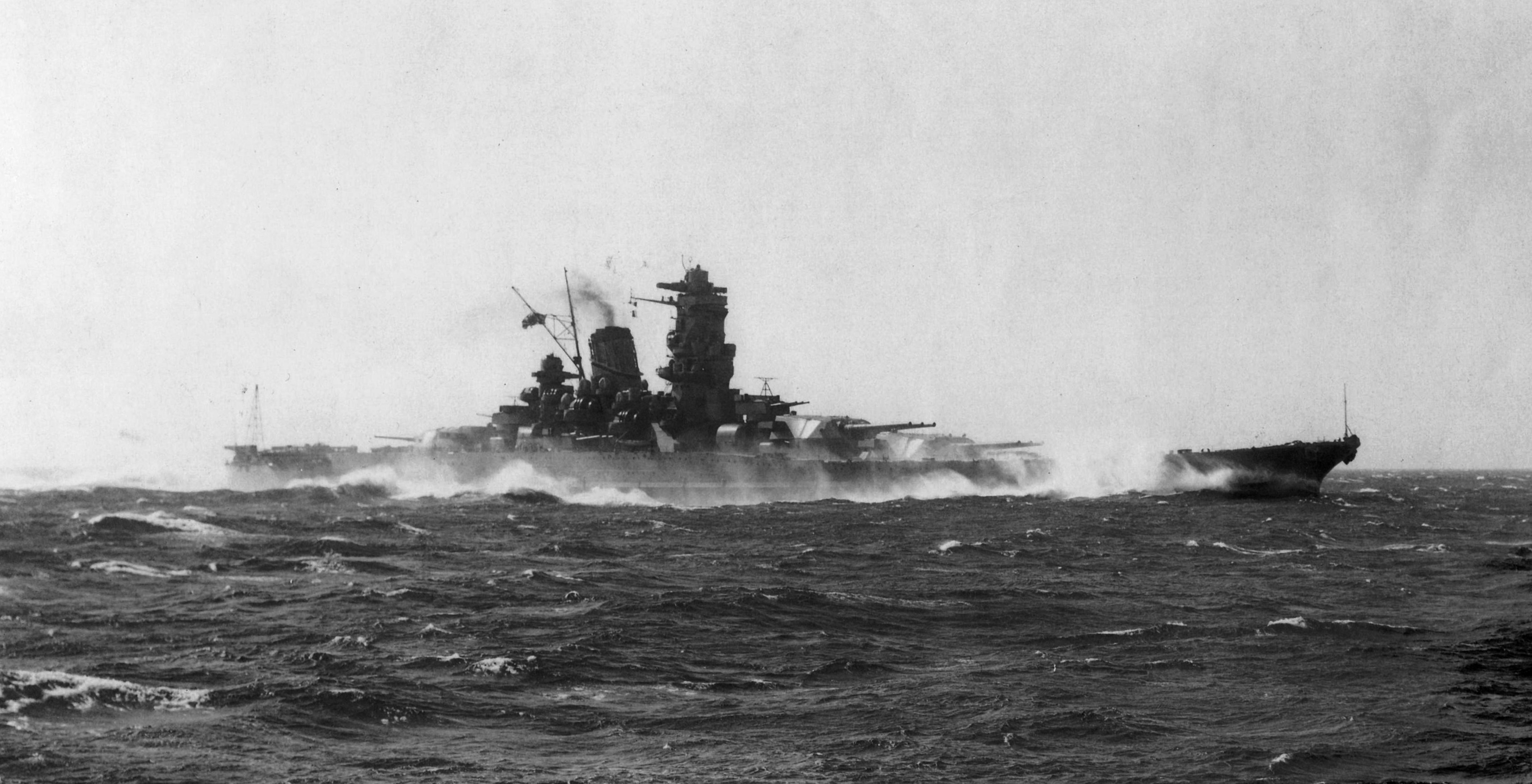
大和型戦艦

同型艦は除く。
- アメリカ軍

| BB （戦艦）        | CV （航空母艦）        | CA （重巡洋艦）          | CL （軽巡洋艦）          | DD （駆逐艦）        | SS （潜水艦）    | PT （魚雷艇）       |
| ------------------ | ---------------------- | ------------------------ | ------------------------ | -------------------- | ---------------- | ------------------- |
| アイオワ級戦艦     | ヨークタウン級航空母艦 | ノーザンプトン級重巡洋艦 | アトランタ級軽巡洋艦     | フレッチャー級駆逐艦 | ナーワル級潜水艦 | エルコ80 フィート型 |
| ニューヨーク級戦艦 | レキシントン級航空母艦 |                          | クリーブランド級軽巡洋艦 | クレムソン級駆逐艦   |                  |                     |

- イギリス軍

| BB （戦艦）             | CV （航空母艦） | CA （重巡洋艦）  |
| ----------------------- | --------------- | ---------------- |
| キングジョージV世級戦艦 | ハーミーズ      | ヨーク級重巡洋艦 |
| レナウン級巡洋戦艦      |                 |                  |

- オランダ軍

| CL （軽巡洋艦） |
| --------------- |
| デ・ロイテル    |

- 日本軍

| BB （戦艦） | CV （航空母艦） | CA （重巡洋艦） | CL （軽巡洋艦） | DD （駆逐艦） | SS （潜水艦）  | PT （魚雷艇） |
| ----------- | --------------- | --------------- | --------------- | ------------- | -------------- | ------------- |
| 大和型戦艦  | 赤城型航空母艦  | 最上型重巡洋艦  | 球磨型軽巡洋艦  | 吹雪型駆逐艦  | 伊十五型潜水艦 | 魚雷艇        |
| 金剛型戦艦  | 蒼龍型航空母艦  | 高雄型重巡洋艦  |                 | 峯風型駆逐艦  | 甲標的         |               |
| 扶桑型戦艦  |                 | 利根型重巡洋艦  |                 | 島風          |                |               |

注）
1. ↑  他の日本戦艦が船体側面に漢字で艦名を（間違えて）表記されているのに対して、大和だけはヤマトとカタカナで表記されている。宇宙戦艦ヤマトの影響かもしれない。
2. ↑  ゲーム内では赤城型航空母艦として赤城と加賀が同型艦扱いで同じ姿になっている。
3. ↑  なぜか、船体側面にカタカナでクマと表記されている。そのため、やたらとラブリーな印象を与えている（製作者によるチュートリアルムービーではタマと呼ばれていた時があった。球磨級軽巡洋艦多摩も存在するので決して間違いではない）。また、ゲーム内では長良（長良型軽巡洋艦）・那珂（川内型軽巡洋艦）・加古（古鷹型重巡洋艦）が同型艦扱いで同じ姿になっている。
4. ↑  やはり、カタカナで『フブキ』と表記されている。また、夏潮・秋雲・浜風・嵐（全て陽炎型駆逐艦）が同型艦扱いで同じ姿になっている。
5. ↑  原版では乙型を直訳したType B Submarineとされる。
6. ↑  金剛型は代華と表記されており、恐らく比叡の間違いだと思われる。
7. ↑  ゲーム内では蒼龍型航空母艦として蒼龍・飛龍・翔鶴（翔鶴型航空母艦）・瑞鶴（翔鶴型航空母艦）・瑞鳳（瑞鳳型航空母艦）が同型艦扱いで同じ姿になっている。
8. ↑  ゲーム内では羽黒（妙高型重巡洋艦）が同型艦扱いで同じ姿になっている。
9. ↑  やはり、カタカナで『ミネカゼ』となっている。
10. ↑  原版ではType A（甲型）Midget Submarineとされている。本編では使用できないが、アイオワパックでプレイヤーユニットとして使用可能になる。
11. ↑  扶桑型には台尋と表記されている。扶桑なのか山城なのかは不明。
12. ↑  利根型には生助と表記されている。那智（妙高型重巡洋艦）と鈴谷（最上型重巡洋艦）が同型艦扱いで同じ姿になっている。

## 登場する航空機

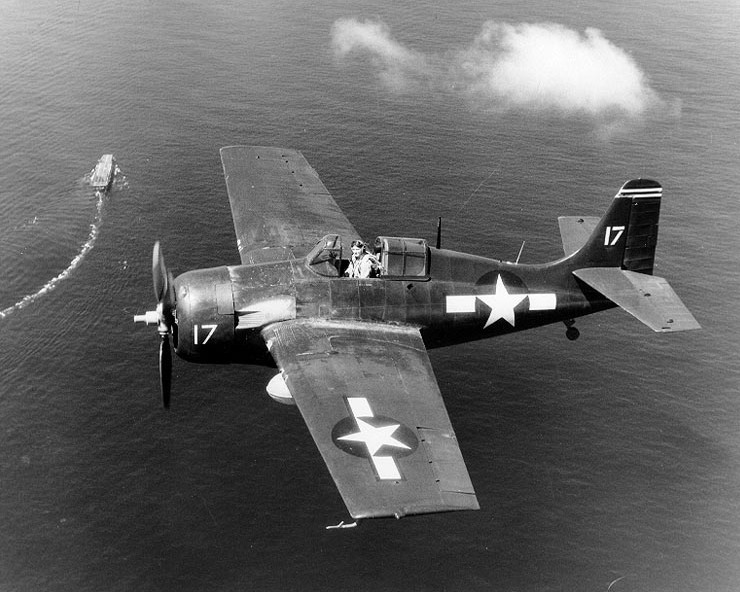
F4F ワイルドキャット

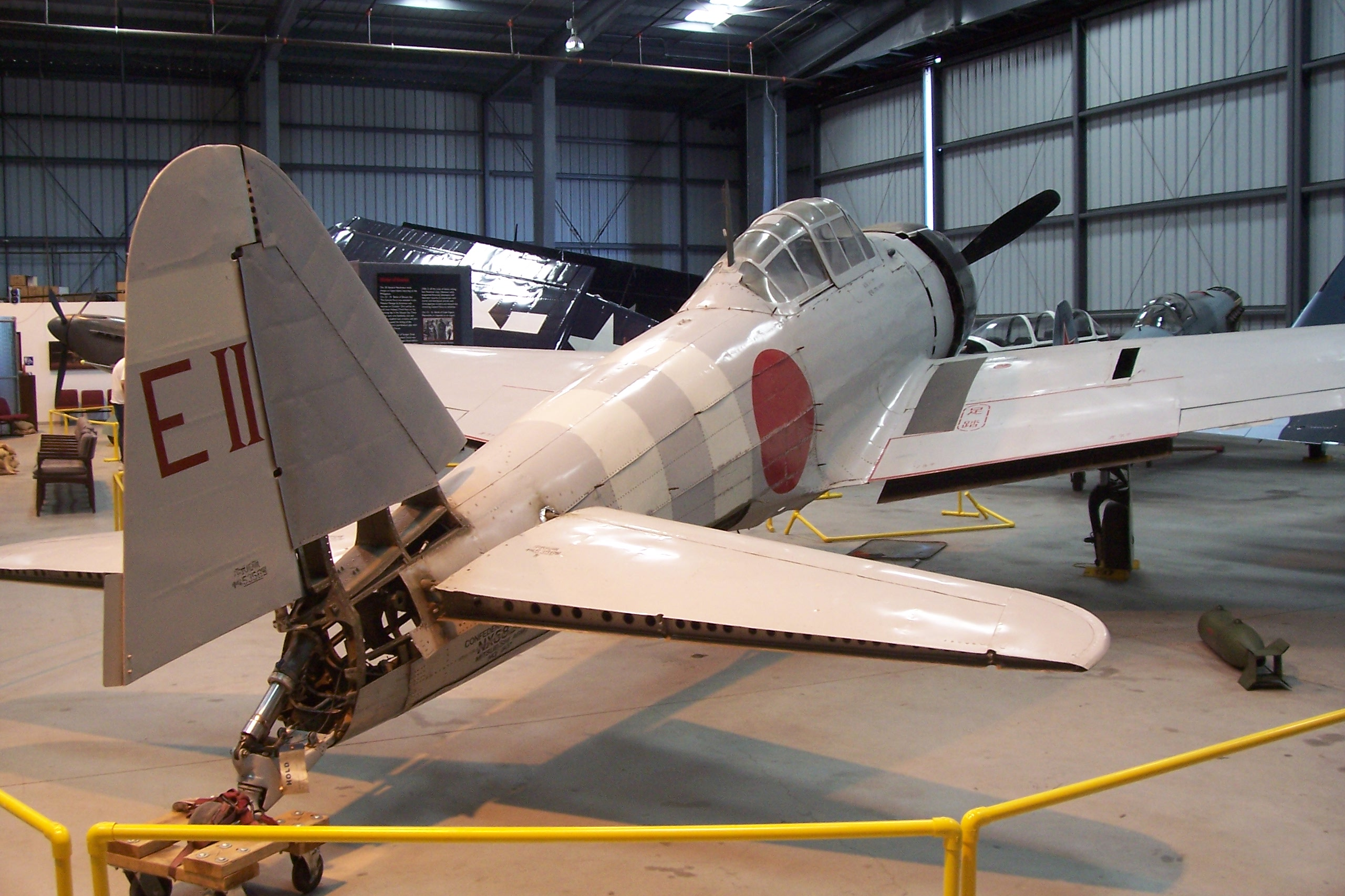
零式艦上戦闘機

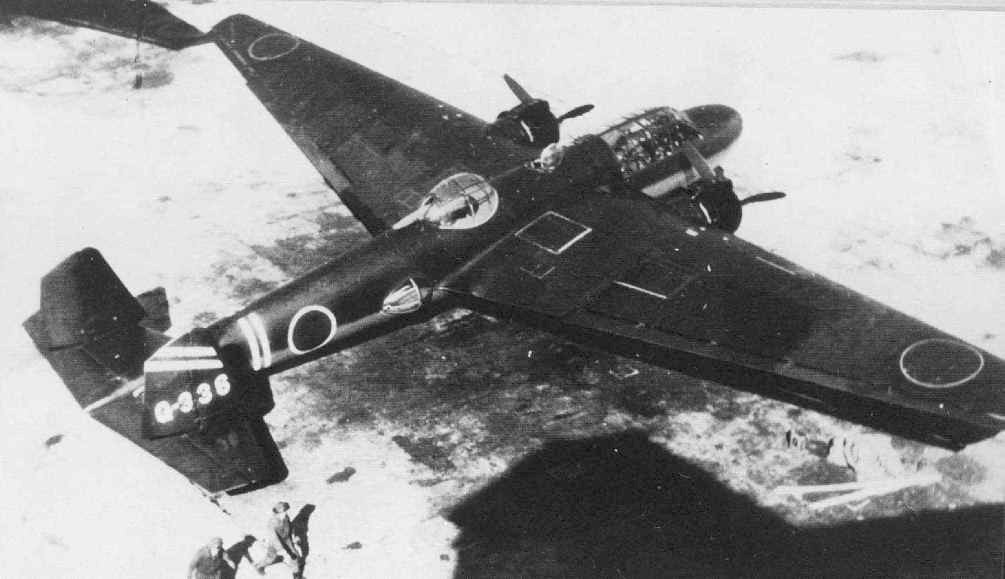
九六式陸上攻撃機

F4Fワイルドキャット
P-38ライトニング
P-40ウォーホーク

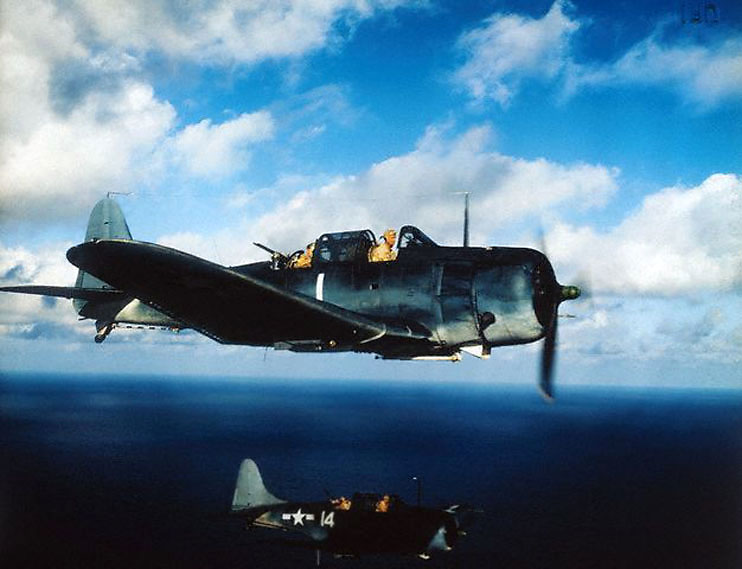
SBDドーントレス
TBFアベンジャー
TBDデバステイター
B-25ミッチェル
F2Aバッファロー
PBYカタリナ
B-17フライング・フォートレス
ホーカー ハリケーン
フェアリー ソードフィッシュ
零式艦上戦闘機 本作に登場する零戦の3Dモデルは主翼の上反角が足りない印象があり、正面方向から見たときに両翼が一枚板のように見えてしまい、若干ながら違和感がある。
一式戦闘機
月光 (航空機)（直接操作はできないらしい）
九九式艦上爆撃機
彗星 (航空機)
九七式艦上攻撃機
九六式陸上攻撃機
一式陸上攻撃機
零式水上偵察機
九七式飛行艇
二式飛行艇
零式水上観測機

## ダウンロード・コンテンツ
アイオワ・パック
400マイクロソフトポイントで配信中。米側にアイオワ級戦艦とP-38が追加される。日本側は島風型駆逐艦と夜間戦闘機の月光が追加されるほか、甲標的（特殊潜航艇）がプレイヤーでも使用できるようになる。

## その他
- 2009年5月 発売元のEidosより、続編であるBattlestations: Pacificが発売された。